# Thymallus yaluensis
Thymallus yaluensis es una especie de pez de la familia Salmonidae en el orden de los Salmoniformes.

## Morfología
Los machos pueden llegar alcanzar los 20 cm de longitud total.

## Hábitat
Es un pez de agua dulce, de clima templado y bentopelágico.

## Distribución geográfica
Se encuentra en Corea, Siberia, los Alpes y las cabeceras del río Misisipi.